# 2024 McLaughlin
2024 McLaughlin este un asteroid din centura principală, descoperit pe 23 octombrie 1952 de Goethe Link Obs..